# Atégina

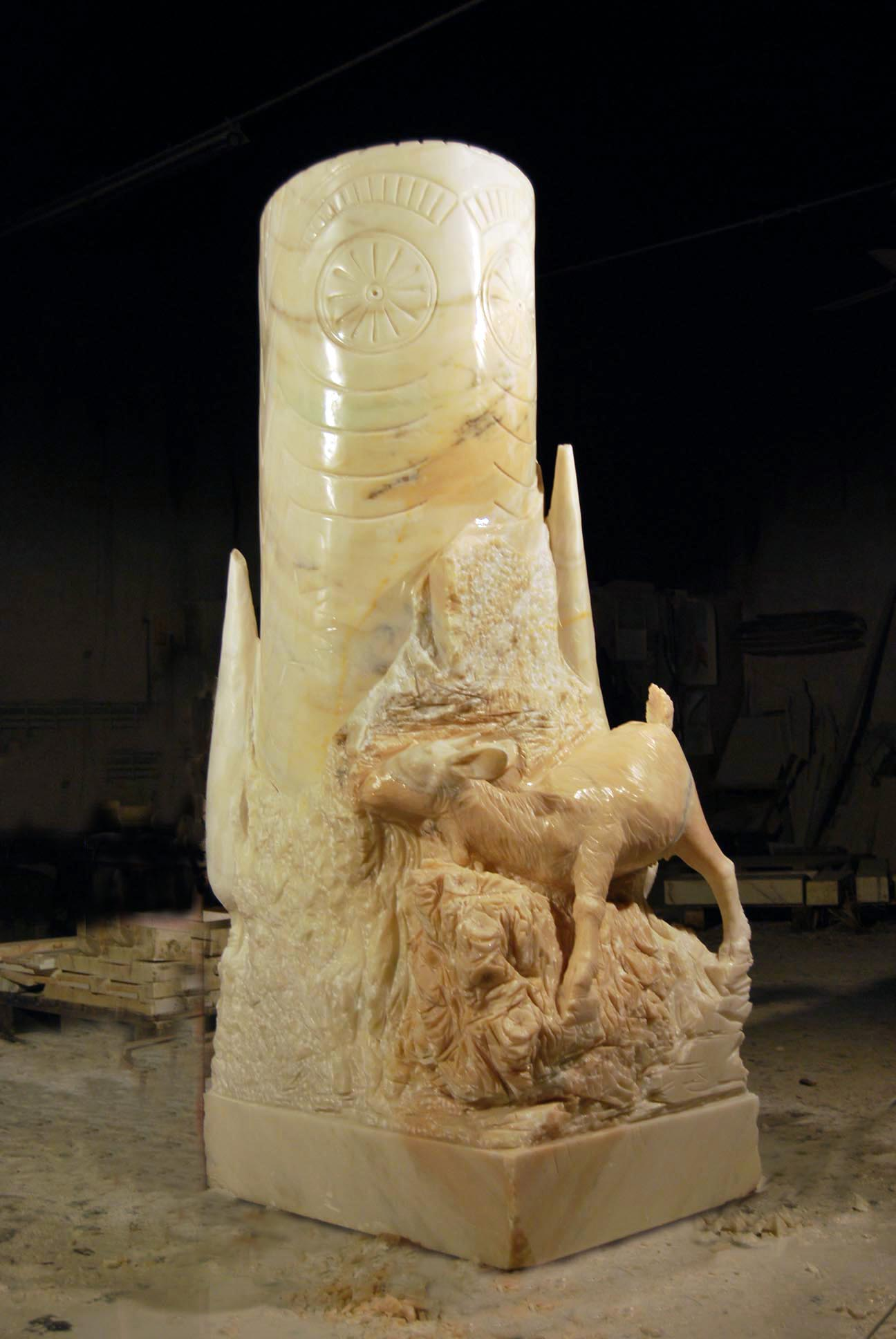
Atégina. Mármore, 210x93x72 cm, do artista Pedro Roque Hidalgo. Museu do Mármore, Vila Viçosa (Portugal), 2008.

Atégina (em latim: Ataegina) é uma deusa da mitologia lusitana. O etnógrafo José Leite de Vasconcelos propôs que o nome Ataegina fosse originário do celta Ate e do grego antigo Gena, que significaria "renascimento", embora esta teoria seja questionada por alguns historiadores.
O animal consagrado a Atégina é o bode ou a cabra. Ela tem um culto de devotio, em que alguém invocava a deusa para curar alguém, ou até mesmo para lançar uma maldição que poderia ir de pequenas pragas à morte. também relaciona-se com a produção salineira, pois é encontrada relacionada com esta produções, em locais como Alcácer do Sal e em Esposende.
Atégina era venerada na Lusitânia e na Bética, existindo santuários dedicados a esta deusa em Elvas (Portugal), e Mérida e Cáceres na Estremadura espanhola, além de outros locais, especialmente perto do Rio Guadiana. Ela é também uma das principais deusas veneradas em locais como Mírtilis (Mértola dos dias de hoje), Pax Júlia (Beja), ambas cidades em Portugal, e especialmente venerada na cidade de Turóbriga, cuja localização é desconhecida. A região era conhecida como a Betúria celta. No monte de S. Lourenço (Castro de S. Lourenço, Esposende - Braga) foi encontrada uma ada dedicada a Dea Sancta, e está, em princípio, relacionada com o culto ao sal à semelhança de outra inscrição, encontrada em Cáceres (Espanha).
De acordo com Juan Manuel Abascal Palazón, Ataecina é uma divindade celta, um dos
muitos deuses que integram o panteão pré-romano, que manteve o seu culto densamente
activo durante o Principado. Assumindo conotações locais com a adopção de epítetos, a sua
popularidade seria sustentada pela frequente abreviatura do seu nome. Há no entanto quem apoie a possibilidade de Atégina ser uma divindade pré-celta.
Assim, Atégina é invocada por vezes como dea e como domina: d(ea) d(omina) s(ancta),
denominação que não é exclusiva desta divindade.
A cronologia dos testemunhos cultuais relativos a esta divindade, permite supor a sua
vigência durante os três primeiros séculos do Principado. Se bem que algumas epígrafes
ofereçam sérias dificuldades de datação, outras podem ser facilmente adscritas ao século I d.
C. As cronologias mais recentes serão provavelmente oriundas das epígrafes encontradas
em Alcuéscar, que poderão atingir os primeiros anos do século III d.C.
Relativamente ao número de exemplares dedicados a Atégina inventariados na Península
Ibérica, este ascende actualmente os 36, dos quais 15 são provenientes de Santa Lucía del
Trampal (Cáceres).
Existem inscrições que relacionam esta deusa com Proserpina: ATAEGINA TURIBRIGENSIS PROSERPINA, tendo esta relação acontecido durante o período romano, o que leva à teoria de Atégina como deusa do renascimento (Primavera), fertilidade, natureza e cura; ou possuindo uma ligação ao submundo na mitologia lusitana. É também possível que fosse uma deusa da Lua.
Muitas vezes é representada com um ramo de cipreste.
De acordo com Teófilo Braga , na sua obra etnográfica «Costumes, Crenças e Tradições», foram encontradas em Vila Viçosa inscrições alusivas a invocações a Ataecina de orações para ajudar a encontrar objectos roubados.

## Cultura Popular

### Ataegina(canção dos Moonspell)
A banda portuguesa de black metal Moonspell possui um tema dedicado a Atégina, o qual tem como título o nome da própria divindade, Ataegina. Foi editado no álbum Wolfheart, datado de 1995, sendo a sua nona e última faixa. A letra da música sugere que Atégina seria uma divindade dotada com o poder de exercer vingança a quem a si recorra e/ou rogue, podendo inclusive provocar a morte do(s) visado(s) do acto de vingança pretendido. As alusões à noite (deusa lusitana da Lua) e ao renascimento da Natureza são explícitas, o que vão ao encontro do significado etimológico do seu nome ("Gena" = "Renascimento"). Há igualmente alusões a combates e a vitórias, o que pode indiciar uma acção de protecção de guerreiros em campo de batalha para os conduzir ao sucesso em tempo de guerra.